# Don Franklin

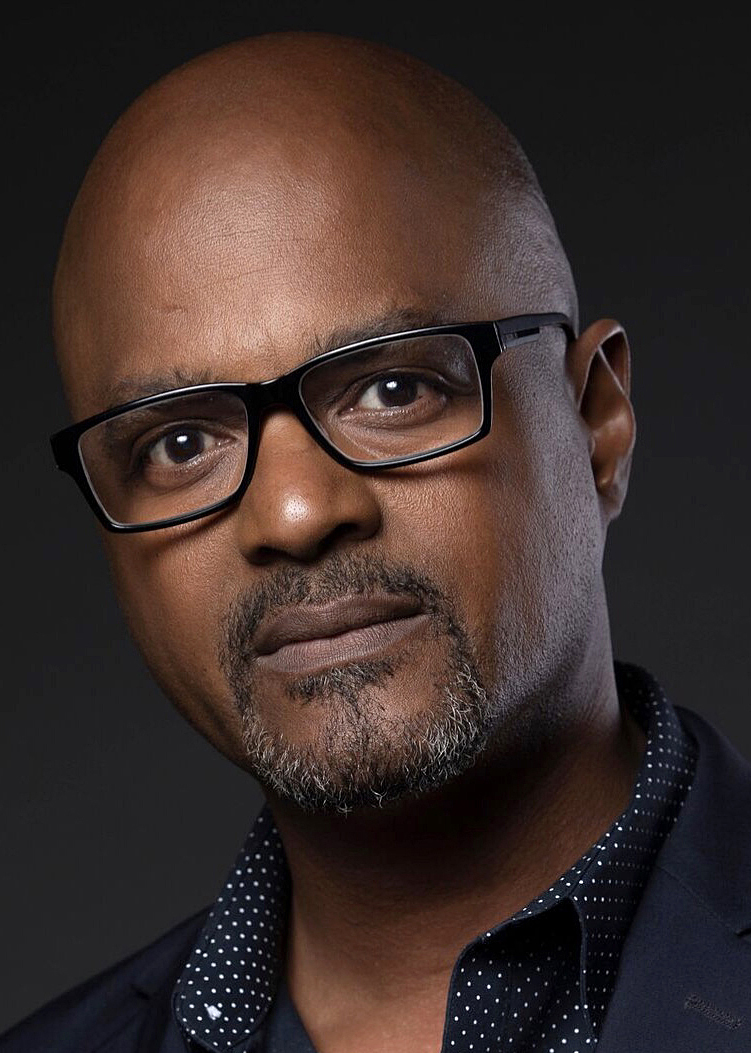
Don Franklin, 2024

Don Franklin (* 14. Dezember 1960 in Chicago, Illinois) ist ein US-amerikanischer Filmschauspieler.

## Leben
In der Öffentlichkeit wurde er 1993 in der Rolle des Commander Jonathan Ford in der US-Serie seaQuest DSV bekannt. Neben anschließenden Gastauftritten in diversen TV-Produktionen bekam er noch eine Hauptrolle in der Serie Seven Days – Das Tor zur Zeit.
Er ist in zweiter Ehe verheiratet und hat zwei Kinder.

## Filmografie (Auswahl)
- 1976: Das Northville Massaker (Northville Cemetery Massacre)
- 1980: Ein tödlicher Traum (Somewhere in Time)
- 1985: Die Bill Cosby Show (The Cosby Show, Fernsehserie, Episode 3x16)
- 1985: Fast Forward – Sie kannten nur ein Ziel (Fast Foward)
- 1988: Moving – Rückwärts ins Chaos (Moving)
- 1988–1989: Knightwatch (Fernsehserie, 9 Episoden)
- 1989: The Big Picture
- 1989: Nasty Boys (Fernsehfilm)
- 1990: Die Ninja Cops (Nasty Boys, Fernsehserie, 13 Episoden)
- 1990–1992: The Young Riders (Fernsehserie, 43 Episoden)
- 1993–1996: seaQuest DSV (Fernsehserie, 57 Episoden)
- 1995: Das Gesicht des Schreckens (Fight for Justice: The Nancy Conn Story, Fernsehfilm)
- 1997: Asteroid – Tod aus dem All (Asteroid, Fernsehfilm)
- 1997: Outer Limits – Die unbekannte Dimension (The Outer Limits, Fernsehserie, Episode 3x6)
- 1997: Chicago Hope – Endstation Hoffnung (Chicago Hope, Fernsehserie, Episode 4x06)
- 1997: Living Single (Fernsehserie, 2 Episoden)
- 1998: Moesha (Fernsehserie, Episode 3x14)
- 1998–2001: Seven Days – Das Tor zur Zeit (Seven Days, Fernsehserie, 66 Episoden)
- 2001–2002: Girlfriends (Fernsehserie, 5 Episoden)
- 2001, 2003: The District – Einsatz in Washington (The District, Fernsehserie, 2 Episoden)
- 2002: Anna′s Traum (Anna′s Dream, Fernsehfilm)
- 2003: Traumpaar wider Willen (Between the Sheets)
- 2003: Wild Card (Fernsehserie, 2 Episoden)
- 2004: Hair Show
- 2005: CSI: Miami (Fernsehserie, Episode 3x14)
- 2005–2006: Navy CIS (NCIS, Fernsehserie, 3 Episoden)
- 2006–2007: Day Break (Fernsehserie, 3 Episoden)
- 2007: Journeyman – Der Zeitspringer (Journeyman, Fernsehserie, 2 Episoden)
- 2009: An American Girl: Chrissa setzt sich durch (An American Girl: Chrissa Stands Strong)
- 2009: Ambition to Meaning: Finding Your Life′s Purpose
- 2009: The Closer (Fernsehserie, Episode 5x05)
- 2010: Castle (Fernsehserie, Episode 2x15)
- 2010: The Space Between
- 2010: How to Make Love to a Woman
- 2012: The Mentalist (Fernsehserie, Episode 4x11)
- 2012: Any Day Now
- 2013: Bones – Die Knochenjägerin (Bones, Fernsehserie, Episode 8x15)
- 2013: Glee (Fernsehserie, Episode 4x21)
- 2014: Resolved (Fernsehfilm)
- 2015: Navy CIS: L.A. (NCIS: Los Angeles, Fernsehserie, Episode 6x13)
- 2017–2021: Insecure (Fernsehserie, 9 Episoden)
- 2018: Shooter (Fernsehserie, Episode 3x12)
- 2019: SEAL Team (Fernsehserie, 2 Episoden)
- 2020: Bosch (Fernsehserie, 4 Episoden)
- 2022: The Rookie (Fernsehserie, Episode 4x16)
- 2022: 9-1-1 (Fernsehserie, Episode 6x01)